# Шрайман, Виктор Львович
Ви́ктор Льво́вич Шра́йман (2 июля 1945, Харьков) — российский, израильский театральный режиссёр, актёр, педагог, критик, один из ведущих специалистов в области театра кукол.
Основатель и первый главный режиссёр Магнитогорского театра куклы и актёра «Буратино», с 2012 года по 2018 год — главный режиссёр Нижегородского государственного театра юного зрителя. Лауреат Международной премии «Маленький принц»(Сербия). Председатель экспертного совета Премии имени заслуженного деятеля искусств РСФСР профессора М. М. Королёва, вице-президент Международного фестиваля КУКART Международного театрального фестиваля «КукАрт», член жюри национальной театральной премии «Золотая маска», член Комиссии по театрам кукол Союза театральных деятелей РФ. С 1990 года — гражданин Израиля. С 2007 года работает в России по контрактам с театрами и Союзом театральных деятелей России.

## Биография
- 1945, 2 июля — родился в г. Харькове
- 1964—1967 — актёр Харьковского областного театра кукол имени Н. К. Крупской, студиец литературной студии под руководством поэта Б. Чичибабина.
- 1967—1972 — учился в Ленинградском институте театра, музыки и кинематографии (ныне — Российский государственный институт сценических искусств) на кафедре театра кукол (специальность — режиссура драмы, специализация — режиссура театра кукол) (класс заслуженного деятеля искусств РСФСР профессора М. Королёва)
- 1972 — переехал по распределению в Магнитогорск для организации в городе театра кукол.
- 1972—1990 — работал главным режиссёром Магнитогорского театра куклы и актёра «Буратино»
- 1980—1990 — являлся членом Союза театральных деятелей России (членство прервано в связи с эмиграцией в Израиль)
- 1985—1986 — параллельно с работой в театре «Буратино» работал главным режиссёром Драматического театра им. А. С. Пушкина (г. Магнитогорск)
- с 1986 года — является персональным членом Международного Союза деятелей театров кукол (UNIMA)
- 1988—1992 — являлся членом Правления Международного Союза деятелей театров кукол (UNIMA)
- 1989 — удостоен дипломов «За лучшую режиссуру» и «За лучшее прочтение пьесы» фестиваля польской драматургии в Москве (спектакль «В открытом море» Магнитогорского театра куклы и актёра «Буратино»)
- 1990—1996 — жил в Израиле, работал актёром театра «Гешер» (г. Тель-Авив), снимался в кино
- 1986 — был делегатом съездов Союза театральных деятелей России и Союза театральных деятелей СССР. Избран членом правления Союза театральных деятелей России.
- 1996—2000 — работал главным режиссёром Магнитогорского театра оперы и балета
- 1996—2007 — работал профессором и заведующим кафедрой «Актёр театра и кино» Магнитогорской государственной консерватории
- 1997 — в Магнитогорском Доме печати вышла книга «Профессия — актёр»
- 1998 — удостоен диплома за победу в номинации «Режиссура спектакля» VII уральского открытого фестиваля театров кукол в Екатеринбурге за спектакль «Что случилось в зоопарке?» Магнитогорского театра куклы и актёра «Буратино»
- 1999 — спектакль Магнитогорского драматического театра им. А. С. Пушкина «Кто боится Вирджинии Вульф?» удостоен специального приза жюри IV Фестиваля театров российской провинции «Театр без границ» и диплома лауреата Челябинского областного театрального фестиваля «Сцена-99» в номинации «За ансамбль спектакля»
- 2000 — поставленный Виктором Шрайманом в Магнитогорском драматическом театре им. А. С. Пушкина спектакль «Кто боится Вирджинии Вульф?» вошёл в число пяти номинантов национальной театральной премии России «Золотая маска». Спектакль также удостоен Гран-При театрального фестиваля «Золотой Конёк» (г. Тюмень) в номинации «Лучший спектакль года».
- 2002 — входил в жюри фестиваля Национальной театральной премии России «Золотая маска» (г. Москва). Был делегатом Всероссийской режиссёрской конференции (г. Москва).
- 2004 — в издательстве Магнитогорской государственной консерватории вышла книга «Действенный анализ пьесы»
- 2008 — входил в жюри фестиваля Национальной театральной премии России «Золотая маска» (г. Москва), являлся делегатом Международной конференции Пятого Международного фестиваля имени С. В. Образцова.
- c 2008 — руководитель Всероссийской лаборатории режиссёров театров кукол.
- 2009 — Являлся руководителем Межрегионального семинара для актёров театров кукол (г. Хабаровск, Екатеринбург, Новосибирск, Ростов-на-Дону, Нижний Новгород, Ярославль).
- с 2012 по 2018 год — главный режиссёр Нижегородского государственного театра юного зрителя

## Театральная и кинематографическая деятельность
Виктор Шрайман — основатель и первый главный режиссёр Магнитогорского театра куклы и актёра «Буратино», и поныне являющегося одним из лучших театров кукол страны. Он является постановщиком нескольких десятков спектаклей в кукольных, драматических и оперных театрах России. Он участвовал в работе международных театральных проектов (конгрессы, конференции, фестивали) как представитель СССР в США, Франции, Японии, Италии, Норвегии, Монголии, Польше. Виктор Шрайман — руководитель Межрегионального семинара для актёров театров кукол, руководитель Всероссийской лаборатории режиссёров театров кукол (Союз театральных деятелей РФ).

### Режиссёр
- Магнитогорский театр куклы и актёра «Буратино»
  - 1973 — Необычайные приключения Буратино и его друзей (А. Толстой, автор пьесы В. Шрайман)
  - 1973 — Сэмбо (Ю. Елисеев)
  - 1973 — Божественная комедия (И. Шток)
  - 1975 — Айболит против Бармалея (Р. Быков, В. Коростылёв)
  - 1976 — Маугли (Р. Киплинг, автор пьесы В. Шрайман)
  - 1976 — Три мушкетёра (Марк Рехельс, Александр Дюма)
  - 1976 — Вишнёвый сад (А. Чехов, худ. рук. постановки В. Шрайман, реж. М. Скоморохов)
  - 1977 — Винни-Пух и все-все-все (А. Милн)
  - 1977 — Мальчиш-Кибальчиш (А. Гайдар, автор пьесы В. Шрайман)
  - 1979 — Человек из Ламанчи (Д. Дэрион и Д. Вассерман)
  - 1980 — Варшавская мелодия (Л. Зорин)
  - 1980 — Дракон (Е. Шварц)
  - 1981 — Алёнушка и солдат (В. Лифшиц и И. Кичанова)
  - 1982 — Следствие по делу Вилли Старка (по мотивам романа «Вся королевская рать» Р. Уоррена, автор пьесы В. Шрайман)
  - 1984 — Смерть Тарелкина (А. Сухово-Кобылин)
  - 1985 — Дом, который построил Свифт (Г. Горин)
  - 1988 — Тот самый Мюнхгаузен (Г. Горин)
  - 1989 — В открытом море (С. Мрожек)
  - 1990 — Сын Человеческий (по мотивам Евангелия от Луки и ершалаимских глав «Мастера и Маргариты» М. Булгакова, автор пьесы В. Шрайман)
  - 1997 — Полонез Огинского (Н. Коляды)
  - 1998 — Что случилось в зоопарке (Э. Олби)
  - 1999 — Позвольте Вам выйти вон (по пьесам А. Чехова «Юбилей» и «Свадьба»)
- Магнитогорский драматический театр имени А. С. Пушкина
  - 1977 — Шрамы (А. Шабан)
  - 1988 — Маугли (Калининград)Театр кукол
  - 1990 — Винни-Пух (Ленинград — Санкт-Петербург) Театр марионеток им. Е.С. Деммени
  - 1985 — Эффект Редькина (А. Козловский)
  - 1999 — Кто боится Вирджинии Вульф? (Э. Олби)
  - 2000 — Гамлет (Шекспир)
  - Страсти под вязами (Ю. О’Нил)
  - Дядя Ваня (А. Чехов)
- Магнитогорский театр оперы и балета
  - 1997 — Кармен (Ж. Бизе)
  - 1999 — Пиковая дама (П. Чайковский)
  - 2000 — Приключения кота Леопольда (Б. Савельев)
- Московская государственная консерватория имени П. И. Чайковского
  - 2003 — Ромео и Джульетта (музыка к балету С. Прокофьева в исполнении симфонического оркестра Московской государственной консерватории имени П. И. Чайковского и сцены из пьесы Шекспира в исполнении артистов театра и кино).
- Нижегородский государственный академический театр кукол
  - 2006 — Винни-Пух и все-все-все (А. Милн)
- Оренбургский театр кукол (Оренбург)
  - 1986? — Голоса (Евгений Терлецкий)
- Театр юного зрителя (Пермь)
  - 2004 — Зима (Е. Гришковец)
  - 2007 — Отцы и дети (И. Тургенев)
- Свердловский театр кукол
  - 1975? — Сказки Пушкина (2 части) — «Сказка о рыбаке и рыбке», «Сказка о попе и работнике его Балде»
- Тюменский театр кукол (Тюмень)
  - 1976? — Сэмбо (Ю. Елисеев)
- Польша
  - 1980 — Алинечка и жовнеж (В. Лифшиц и И. Кичанова)
- Израиль
  - 1990 — Лилипуты (Г. Горин)
  - 1995 — Медведь (А. Чехов)
- Нижегородский ТЮЗ
  - 2012 — Ужин дураков (Ф. Вебер)
  - 2013 — Операция «ПАМЯТЬ» (В. Дурненков, Ю. Алесин)
  - 2013 — Визит (Ф. Дюренматт)
  - 2014 — Абонент безумно счастлив (Н. Прибутковская)
  - 2014 — Кабала Святош (М. Булгаков)
  - 2015 — Горе от ума (А. Грибоедов)

### Актёр театра
- Божественная комедия (И. Шток) — Создатель
- Голоса (Е. Терлецкий) — Поэт
- Дом, который построил Свифт (Г. Горин) — Джонатан Свифт
- Дракон (Е. Шварц) — Ланцелот
- Следствие по делу Вилли Старка (Р. Уоррен) — губернатор Вилли Старк
- Слон (А. Копков) — вор Цаплин
- Три мушкетёра (А. Дюма, М. Рехельс) — кардинал Ришельё

### Актёр кино

#### СССР
- 1969 — Эти невинные забавы (реж. А. Балтрушайтис) — Пижон
- 1969 — Дворянское гнездо (реж. А. Кончаловский) — кавалер на балу
- 1970 — Ференц Лист (реж. М. Келети) — поклонник композитора Листа
- 1971 — Ночь на 14-й параллели (реж. В. Шредель) — иностранец в ресторане

#### Израиль
В период эмиграции в Израиль (1990—1996) Виктор Шрайман снялся в 11 фильмах производства израильских киностудий. Во всех из них, за исключением фильма «Приехали», он играл на иврите.
- 199? — Accident (Израиль — Великобритания) — бродяга
- 199? — Пророки (Израиль — США) — пророк Исайя
- 199? — Приехали (Израиль) — эмигрант
- 199? — Земля обетованная (Израиль) — странник

### Член жюри театральных фестивалей
- Жюри драматического театра и театра кукол Национальной театральной премии «Золотая маска» (2002, 2008)
- Международный фестиваль камерных театров кукол «Московские каникулы» (председатель жюри, Москва, 2007 и 2008)
- Международный фестиваль театров кукол «Петрушка Великий» (Екатеринбург, 2006 и 2008)
- Международный театральный конкурс «Камерата» (Челябинск, 2003)
- Всероссийский фестиваль «Театр без границ» (Магнитогорск, 1997, 1999)
- Всероссийский конкурс театров кукол (Челябинск, 2001)
- Межрегиональный фестиваль театров кукол «Малахитовая шкатулка» (Екатеринбург, 2002 и 2003)
- I Межрегиональный театральный фестиваль спектаклей для детей и подростков «Сибирский кот» (Кемерово, 2008)
- I Межрегиональный фестиваль театров кукол «Рабочая лошадка» (Набережные Челны, 2008)
- Межрегиональный фестиваль театров кукол «Байкальское кольцо» «Путь кочевника — 2007»
- Межрегиональный фестиваль театров кукол «Большой Урал» (Челябинск, 2000)
- Областной фестиваль «Сцена-2003» (Челябинск, 2003)
- Фестиваль студенческих театров «Диалог» (Магнитогорск, 2007 — председатель жюри, 2008)
- Фестиваль студенческих театров «Театральные встречи» (Екатеринбург, 2005)
- Постоянный член жюри студенческих проектов в Магнитогорском государственном университете

## Литературная деятельность
Виктор Шрайман является автором двух учебных пособий по театральному мастерству: «Профессия — актёр» и «Действенный анализ пьесы». Кроме того, его перу принадлежат несколько стихотворных циклов.

### Книги
- Профессия — актёр. — Магнитогорск, 1997. — 92 с.
- Действенный анализ пьесы (методическая разработка для студентов и преподавателей кафедра актёрского мастерства). — Магнитогорская государственная консерватория, 2004. — 28 с. — 100 экз.

### Публикации
- Письмо о Королёве. — «КУКАРТ» (Москва), 2005—2006, № 10—11, с. 65—66.

## Звания
- Член Союза театральных деятелей России (1980—1990, членство прервано в связи с эмиграцией в Израиль)
- Руководитель Всероссийской лаборатории режиссёров театров кукол Союза театральных деятелей Российской Федерации (c 2008)
- Член правления Международной ассоциации деятелей театров кукол (с 1988 по 1992)
- Член Комиссии по театрам кукол Союза театральных деятелей Российской Федерации
- Председатель экспертного совета Премии имени засл. деятеля искусств РСФСР профессора М. М. Королёва
- Вице-президент Международного театрального фестиваля «КукАрт»
- Профессор, заведующий кафедрой «Актёр театра и кино» Магнитогорской государственной консерватории (с 1996 по 2007)

## Награды
- Диплом национальной театральной премии России «Золотая маска» в номинации «Лучший спектакль драматического театра» (2000, за спектакль «Кто боится Вирджинии Вульф?» Магнитогорского драматического театра им. А. С. Пушкина)
- Дипломы «За лучшую режиссуру» и «За лучшее прочтение пьесы» фестиваля польской драматургии в Москве (1989, спектакль «В открытом море» Магнитогорского театра куклы и актёра «Буратино»)
- Диплом за победу в номинациях «Режиссура спектакля» и «Лучший актёрский ансамбль» VII уральского открытого фестиваля театров кукол в Екатеринбурге за спектакль «Что случилось в зоопарке?» Магнитогорского театра куклы и актёра «Буратино» (1998)
- Диплом лауреата Челябинского областного театрального фестиваля «Сцена-99» в номинации «За ансамбль спектакля» за спектакль Магнитогорского драматического театра им. А. С. Пушкина «Кто боится Вирджинии Вульф?» (1999)
- Диплом лауреата премии Челябинского обкома ВЛКСМ «Орлёнок» за спектакль «Мальчиш-Кибальчиш» (1977)
- Гран-При театрального фестиваля «Золотой Конёк» (г. Тюмень) в номинации «Лучший спектакль года» за спектакль «Кто боится Вирджинии Вульф?» Магнитогорского драматического театра им. А. С. Пушкина
- Специальный приз жюри IV Фестиваля театров российской провинции «Театр без границ» за спектакль Магнитогорского драматического театра им. А. С. Пушкина «Кто боится Вирджинии Вульф?» (1999)
- Благодарность министра культуры Российской Федерации
- Благодарность министра культуры Хабаровского края
- Значок Министерства культуры СССР «За отличную работу» (приказ № 380-к от 30 июня 1983)
- Серебряная медаль «За веру и добро» (награда № 11869, постановление от 16 мая 2008 года № 37-пн)